# Leucospermum glabrum
Leucospermum glabrum är en tvåhjärtbladig växtart som beskrevs av Henry Phillips. Leucospermum glabrum ingår i släktet Leucospermum och familjen Proteaceae. Inga underarter finns listade i Catalogue of Life.